# Claudio Vicuña
Pour les articles homonymes, voir Vicuña (homonymie).
Claudio Vicuña Larrain (né le 8 février 1923 et mort le 13 mars 2001) était un arbitre chilien de football. Il fut arbitre international jusqu'en 1968.

## Carrière
Il a officié dans des compétitions majeures : 
- Copa Libertadores 1966 (finale sur terrain neutre)
- Coupe intercontinentale 1966 (match aller)